# Yaginumaella pilosa
Yaginumaella pilosa är en spindelart som beskrevs av Zabka 1981. Yaginumaella pilosa ingår i släktet Yaginumaella och familjen hoppspindlar. Inga underarter finns listade i Catalogue of Life.